# نيكلاس ساهلغرين
نيكلاس سالغرين (بالكامل نيكولاس سالغرين ) (18 مارس 1701 –  10 مارس 1776)، كان تاجرًا سويديًا ومحسنًا .

## السيرة
ولد في عائلة تجارية غنية في غوتنبرغ من الابوين نيلز بيرسون ساهلغرين وسارة هيرويغ، أُرسل سالغرين في سن السادسة عشرة متدربًا إلى بيت التجارة تيتزن آند شرودر في أمستردام، حيث تعلم اللغات والجوانب الأخرى للتجارة. اكسبته عدة سنوات إضافية من السفر في القارة الأوروبية، إلى إنجلترا، والسويد، الخبرة والمعرفة بالموارد الطبيعية والاتصالات الهامة. استقر في غوتنبرغ مرة أخرى منذ وفاة والدته وأصبح بورغيس غوتنبرغ في عام 1733. كان أحد مؤسسي شركة الهند الشرقية السويدية وأحد مديريها من 1733 إلى 1768.
جزء كبير من ثروته، تُرك لإنشاء مؤسسة مفيدة من نوع ما، واستخدم لإنشاء مستشفى يحمل اسم سالغرين في غوتنبرغ، مستشفى ساهلغرينسكا الجامعي الحالي.
في عام 1773، انتخب سالغرين عضوًا في الأكاديمية الملكية السويدية للعلوم .

## العائلة
تزوج لأول مرة في عام 1745 من آنا مارغريتا ويتماك (1723-1746)، ابنة التاجر كلايس ويتماك (وربيبة اللورد ديديك هينينج ميجيندورف فون يكسكل). توفيت في العام التالي في المخاض. تزوج ساهلغرين في عام 1747 من كاثرين كريستيان غروب (توفيت 1772). الأطفال من الزواج الأول هم آنا مارغريتا "غريتا"، ولدت عام 1745، وتوفيت في 10 مارس 1767 وتزوجت في 30 ديسمبر 1764 من أغسطس ألسترومر (1735-1773)، ومن الزواج الثاني سارة كاتارينا ساهلغرين (1748-1818)، متزوجة من مكتب المستشار كلايس السترومر.

## التركة
وفقًا للإرادة في عام 1772 ترك عند وفاته 4،159،498 دولارًا من العملات الفضية، . تبرع نيكلاس ساهلغرين بـ 12٪ من رأس المال الذي جمعه (150،000 دولار) وضع الأساس لمستشفى ساهلغرينسكا في غوتنبرغ عام 1772. كما تبرع بـ 150،000 دولار للأكاديمية الملكية السويدية للعلوم و 300،000 دولار لدار أيتام حيث ذهبت 300،000 دولار الأخرى لشراء عقار أوستاد الواقع بالقرب من ألينجس، حيث تم بناء منزل أوستاد للأطفال. في عام 1729 بدأ بإنجاز معمل ساهلغرينسكا للسكر.